# Alatina mordens
Alatina mordens är en nässeldjursart som beskrevs av Lisa-ann Gershwin 2005. Alatina mordens ingår i släktet Alatina och familjen Alatinidae. Inga underarter finns listade i Catalogue of Life.